# Ira M. Lapidus
Ira M. Lapidus (New York, 9 giugno 1937) è uno storico e orientalista statunitense.

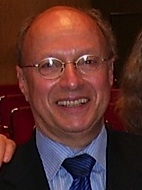
Ira M. Lapidus

Ira M. Lapidus è Professore Emerito di History, Islamic Social History nella Università di California a Berkeley.  È autore tra l'altro dell'ampia e apprezzata monografia A History of Islamic Societies - pubblicata in Italia da Einaudi sotto il titolo Storia delle società islamiche, 3 voll., 1993  - e Contemporary Islamic Movements in Historical Perspective..

## Biografia
Lapidus è nato e cresciuto a Brooklyn (New York). Figlio di immigranti che trasmisero a lui e al fratello la massima considerazione per i valori dell'istruzione, frequentò la Jefferson High School di Brooklyn, dove un docente di Storia lo aiutò a preparare i test d'ammissione e gli suggerì di seguire i corsi di storia dell'Asia.
Lapidus studiò poi e si laureò ad Harvard, seguendo i corsi di storia medio-orientale tenuti da Sir Hamilton Gibb. se ne appassionò ed entrò nelle grazie del suo professore, che lo incoraggiò a seguire anche i corsi di scienze sociali. Lapidus, dopo aver preso un Ph.D. ad Harvard nel 1964, intraprese la carriera universitaria, conseguendo i massimi risultati accademici.
È sposato con la scrittrice, critica e traduttrice Brenda Webster. Il suo hobby preferito, per sua stessa ammissione, è la fotografia.

## Partecipazione ad associazioni, onorificenze e riconoscimenti
Lifetime Achievement Award, Middle East Medievalists, 2001
American Philosophical Society, membro eletto nel 1994
Fellow, Rockefeller Foundation, Bellagio Study Center, 1990

## Associazioni professionali
President, Middle East Studies Association, 1983—84
Director, The Urban History Association, 1990—1996

## Opere
- Muslim Cities in the Later Middle Ages, 1967, 1984
- Islamic Movements in Historical Perspective, 1984
- A History of Islamic Societies, 1988, 2002, 2012
- Middle Eastern Cities, editor, 1969
- Islam, Politics and Social Movements, editor (con Edmund Burke), 1988